# Durham (California)
Durham è un census-designated place degli Stati Uniti d'America, situato in California, nella Contea di Butte.